# Ђорђе Јовановић (фудбалер, 1999)
Ђорђе Јовановић (Лепосавић, 15. фебруар 1999) је српски фудбалер. Игра на позицији нападача, а тренутно наступа за Партизан као позајмљени играч Базела.

## Клупска каријера
Јовановић је рођен у Лепосавићу, где је почео да се бави фудбалом у локалном Космету. На једном турниру који је одигран у Гучи, приметио га је скаут Партизана Душан Трбојевић па је Јовановић прешао у млађе категорије црно-белих. Први професионални уговор са Партизаном је потписао крајем августа 2015. године. Почетком 2016. се прикључио првом тиму Партизана, док је на клупи црно-белих седео Иван Томић. Током 2016. је углавном играо за млади тим Партизана, а одиграо је и неколико пријатељских мечева за први тим, укључујући утакмице против ПАОК-а и Полимља где је био стрелац. Званичан деби у екипи Партизана је имао 11. децембра 2016, у 20. колу Суперлиге Србије против Чукаричког, када је ушао у игру у 89. минуту уместо Уроша Ђурђевића. Први гол за црно-беле је постигао 24. септембра 2017, на првенственој утакмици против Рада на Бањици коју је Партизан добио са 4:2. Наредни гол је постигао 5. новембра 2017, у победи Партизана над Мачвом у Шапцу (3:1). Први пут као стартер је заиграо 5. маја 2018. на гостовању Напретку у Крушевцу (меч завршен резултатом 2:2), а на тој утакмици је постигао оба гола за црно-беле.
Почетком августа 2018. Јовановић је потписао уговор са белгијским Локереном. Једини гол у дресу Локерена је постигао 14. септембра 2018. на гостовању Клуб Брижу, у утакмици коју је његов тим изгубио са 2:1. За Локерен је наступио на укупно 11 утакмица (десет у првенству Белгије и једна у Купу) пре него што је 1. фебруара 2019. прешао у шпанског друголигаша Кадиз. Након полусезоне у којој је одиграо само шест утакмица за Кадиз, Јовановић је 2. септембра 2019. позајмљен шпанском трећелигашу Картахени. После сезоне у Картехени, Јовановић се вратио у Кадиз, да би почетком октобра 2020. раскинуо уговор са овим клубом.
Током зимског прелазног рока такмичарске 2020/21, Јовановић је потписао уговор са екипом Чукаричког. У дресу Чукаричког је у наредних годину дана постигао 20 голова на 32 одигране утакмице у Суперлиги Србије.
Дана 5. фебруара 2022. године представљен је као нови фудбалер Макабија из Тел Авива. Вредност обештећења процењена је на близу 2 милиона евра. Неколико сати касније постигао је једини погодак за минималну победу над Кирјат Шмоном.
У августу 2023. потписао је четворогодишњи уговор са швајцарским Базелом.

## Репрезентација
За сениорску репрезентацију Србије дебитовао је 5. јуна 2022. када је на стадиону Рајко Митић савладана Словенија резултатом 4:1, у мечу другог кола Групе 4 дивизије Б Лиге нација.

## Статистика

### Клупска
Ажурирано 6. априла 2023.
| Клуб                  | Сезона   | Лига                  | Лига    | Лига   | Национални куп | Национални куп | Лига куп | Лига куп | Европа  | Европа | Остало  | Остало | Укупно  | Укупно |
| Клуб                  | Сезона   | Дивизија              | Наступа | Голова | Наступа        | Голова         | Наступа  | Голова   | Наступа | Голова | Наступа | Голова | Наступа | Голова |
| --------------------- | -------- | --------------------- | ------- | ------ | -------------- | -------------- | -------- | -------- | ------- | ------ | ------- | ------ | ------- | ------ |
|                       |          |                       |         |        |                |                |          |          |         |        |         |        |         |        |
| Партизан              | 2015/16. | Суперлига Србије      | 0       | 0      | 0              | 0              | —        | —        | —       | —      | —       | —      | 0       | 0      |
| Партизан              | 2016/17. | Суперлига Србије      | 7       | 0      | 0              | 0              | —        | —        | 0       | 0      | —       | —      | 7       | 0      |
| Партизан              | 2017/18. | Суперлига Србије      | 14      | 4      | 2              | 0              | —        | —        | 3       | 0      | —       | —      | 19      | 4      |
| Партизан              | Укупно   | Укупно                | 21      | 4      | 2              | 0              | —        | —        | 3       | 0      | —       | —      | 26      | 4      |
|                       |          |                       |         |        |                |                |          |          |         |        |         |        |         |        |
| Мускрон               | 2018/19. | Прва лига Белгије     | 10      | 1      | 1              | 0              | —        | —        | —       | —      | —       | —      | 11      | 1      |
|                       |          |                       |         |        |                |                |          |          |         |        |         |        |         |        |
| Кадиз                 | 2018/19. | Друга лига Шпаније    | 6       | 0      | —              | —              | —        | —        | —       | —      | —       | —      | 6       | 0      |
| Кадиз                 | 2019/20. | Друга лига Шпаније    | 0       | 0      | —              | —              | —        | —        | —       | —      | —       | —      | 0       | 0      |
| Кадиз                 | Укупно   | Укупно                | 6       | 0      | —              | —              | —        | —        | —       | —      | —       | —      | 6       | 0      |
|                       |          |                       |         |        |                |                |          |          |         |        |         |        |         |        |
| Картахена (позајмица) | 2019/20. | Трећа лига Шпаније    | 16      | 3      | 2              | 2              | —        | —        | —       | —      | —       | —      | 18      | 5      |
|                       |          |                       |         |        |                |                |          |          |         |        |         |        |         |        |
| Чукарички             | 2020/21. | Суперлига Србије      | 17      | 9      | —              | —              | —        | —        | —       | —      | —       | —      | 17      | 9      |
| Чукарички             | 2021/22. | Суперлига Србије      | 15      | 11     | 0              | 0              | —        | —        | 4       | 1      | —       | —      | 19      | 12     |
| Чукарички             | Укупно   | Укупно                | 32      | 20     | 0              | 0              | —        | —        | 4       | 1      | —       | —      | 36      | 21     |
|                       |          |                       |         |        |                |                |          |          |         |        |         |        |         |        |
| Макаби Тел Авив       | 2021/22. | Премијер лига Израела | 16      | 9      | 1              | 1              | —        | —        | 2       | 0      | —       | —      | 19      | 10     |
| Макаби Тел Авив       | 2022/23. | Премијер лига Израела | 28      | 15     | 3              | 3              | 2        | 1        | 6       | 3      | —       | —      | 39      | 22     |
| Макаби Тел Авив       | Укупно   | Укупно                | 44      | 24     | 4              | 4              | 2        | 1        | 8       | 3      | —       | —      | 58      | 32     |
|                       |          |                       |         |        |                |                |          |          |         |        |         |        |         |        |
| Каријера              | Каријера | Каријера              | 129     | 52     | 9              | 6              | 2        | 1        | 15      | 4      | —       | —      | 155     | 63     |
|                       |          |                       |         |        |                |                |          |          |         |        |         |        |         |        |

### Репрезентативна
Ажурирано 8. септембра 2024.
| Србија | Србија  | Србија |
| Године | Наступа | Голова |
| ------ | ------- | ------ |
| 2022.  | 1       | 0      |
| 2023.  | 2       | 0      |
| 2024.  | 1       | 0      |
| Укупно | 4       | 0      |

## Трофеји
Партизан
- Суперлига Србије (1) : 2016/17.
- Куп Србије (2) : 2016/17, 2017/18.